# Gompholobium polymorphum
Gompholobium polymorphum är en ärtväxtart som beskrevs av Robert Brown. Gompholobium polymorphum ingår i släktet Gompholobium och familjen ärtväxter. Inga underarter finns listade i Catalogue of Life.